# Nesołoń
Nesołoń (ukr. Несолонь) – wieś na Ukrainie, w obwodzie żytomierskim, w rejonie nowogrodzkim, nad Tnią. W 2001 roku liczyła 600 mieszkańców.